# Harry Potter e il calice di fuoco (colonna sonora)
Harry Potter e il calice di fuoco (Harry Potter and the Goblet of Fire: Original Motion Picture Soundtrack) è la colonna sonora dell'omonimo film diretto da Mike Newell nel 2005 e basato sulla saga di Harry Potter.
Dopo le colonne sonore dei primi tre film della serie composte da John Williams, il testimone passa a Patrick Doyle, già collaboratore del regista Newell in altre occasioni.

## Tracce
Tutti i brani sono a opera di Patrick Doyle, eccetto dove indicato.
1. The Story Continues – 1:31
2. Frank Dies – 2:12
3. The Quidditch World Cup – 1:52
4. The Dark Mark – 3:27
5. Foreign Visitors Arrive – 1:30
6. The Goblet of Fire – 3:23
7. Rita Skeeter – 1:42
8. Sirius Fire – 2:00
9. Harry Sees Dragons – 1:54
10. Golden Egg – 6:11
11. Neville's Waltz – 2:11
12. Harry in Winter – 2:56
13. Potter Waltz – 2:19
14. Underwater Secrets – 2:28
15. The Black Lake – 4:37
16. Hogwarts' March – 2:46
17. The Maze – 4:44
18. Voldemort – 9:39
19. Death of Cedric – 1:59
20. Another Year Ends – 2:21
21. Hogwart's Hymn – 2:59
22. Do the Hippogriff – 3:39 (musica: Jarvis Cocker e Jason Buckle)
23. This Is the Night – 3:24 (musica: Jarvis Cocker)
24. Magic Works – 4:02 (musica: Jarvis Cocker)

## Classifiche
| Classifica (2005)            | Posizione massima |
| ---------------------------- | ----------------- |
| Stati Uniti                  | 80                |
| Stati Uniti (colonne sonore) | 4                 |